# Akonus formosanus
Akonus formosanus là một loài bướm đêm trong họ Noctuidae.